# موش چهارخطه
موش چهارخطه (نام علمی: Rhabdomys) نام یک سرده از تیره موشان است.